# Euromoney
Vous pouvez aider à l'améliorer ou bien discuter des problèmes sur sa page de discussion.
Euromoney est un magazine mensuel de langue anglaise axé essentiellement sur les affaires, l'économie et la finance. Publié pour la première fois en 1969, il s'agit de la production phare d' Euromoney Institutional Investor plc.

## Historique
Le magazine Euromoney, basé à Londres, a été publié pour la première fois en 1969  par Sir Patrick Sergeant . A ses débuts, ill fait entièrement partie d'Euromoney Institutional Investor, un groupe international de médias traitant du domaine financier international. Le groupe est depuis 1986 en Bourse de Londres sous le nom d' Euromoney Institutional Investor PLC.
Le fondateur a continué à gérer l’entreprise jusqu’en 1985. Daily Mail and General Trust plc est son principal actionnaire, lui-même détenu pa Jonathan Harmsworth, 4e vicomte Rothermere, également coprésident d' Euromoney Institutional Investor.
Euromoney couvre le secteur bancaire à une échelle mondiale, mais aussi la macroéconomie ou encorre les marchés de capitaux, y compris ceux de la dette, des changes et des actions. Le magazine combine portraits, commentaires, entretiens avec pour souces d'infomation des dirigeants et des personnalités actives dans le monde financier.
En 2004, Euromoney a publié le premier livre exclusivement consacré aux investissements dans la langue sukuk, Islamic Bonds: Your Issuing, Structuring and Investing in Sukuk . Son auteu est un spécialiste de la banque islamique nommé Nathif Jama Adam.
Euromoney publie chaque année les Euromoney Awards for Excellence, récompensant les meilleures banques du monde.
Le magazine publie également les prix du banquier central de l’année et du ministre des Finances de l’année. Euromoney propose un ensemble de publications sectorielles sous la forme d'un magazine phare, notamment Euromoney Market Data Euromoney Country Risk , et Global Private Banking Review.